# Warren (Teksas)
Warren – jednostka osadnicza w Stanach Zjednoczonych, w stanie Teksas, w hrabstwie Tyler.